# Кадир-Джамі
Кадир Джамі (крим. Qadır Cami)— мечеть села Левадки Автономної Республіки Крим.

## Історія

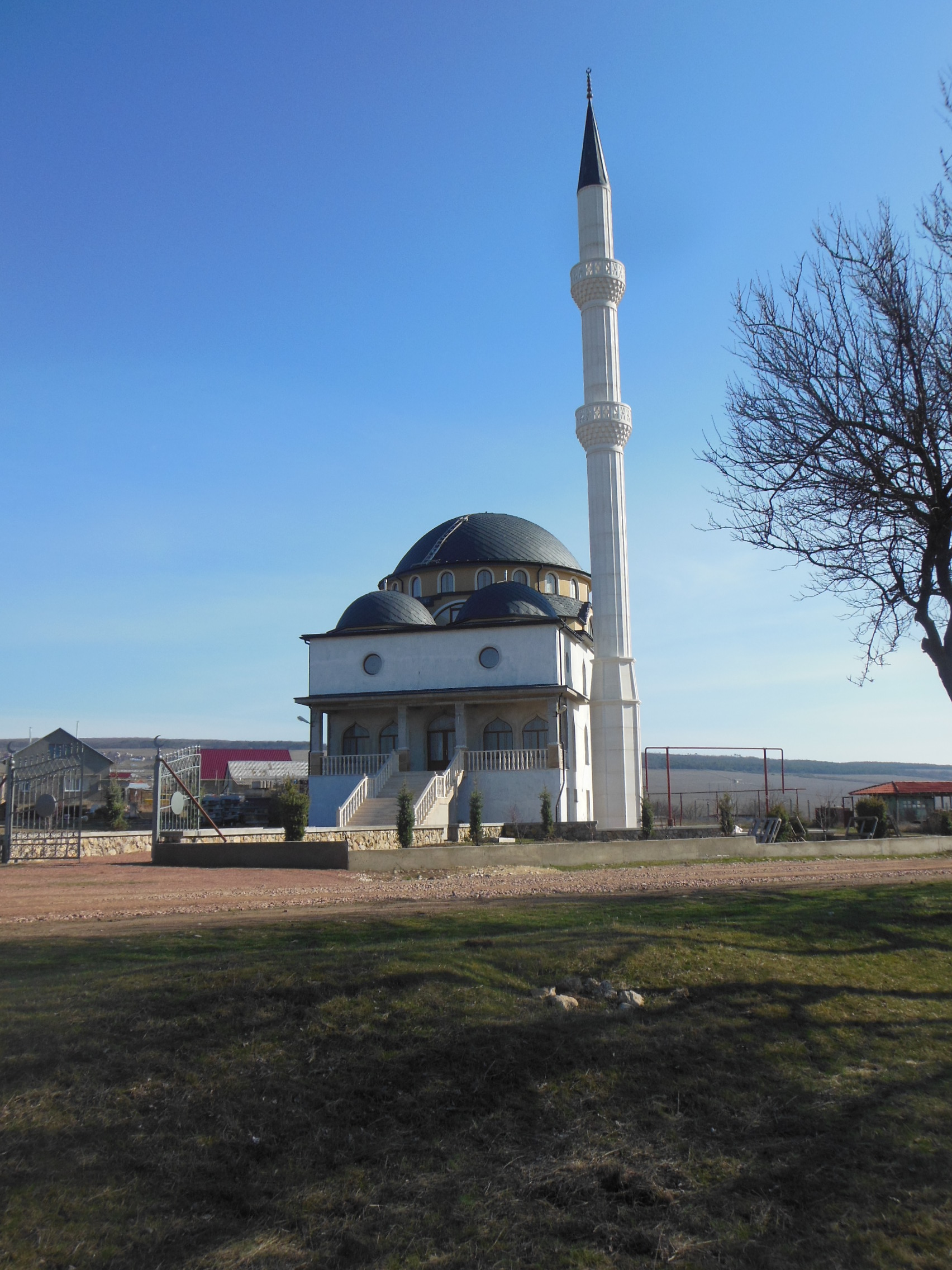
Мечеть у 2015 році.

Будівництво мечеті почалося в 2012 році, а основні роботи завершилися в 2017 році. Мечеть будували на гроші приватних осіб і громадськості.
Перший намаз відбувся навесні 2014 року.
У травні 2017 року невідомі викрали десятки туй і ялинок, які на території мечеті посадили місцеві жителі. Після цього тут висадили молоді дерева.

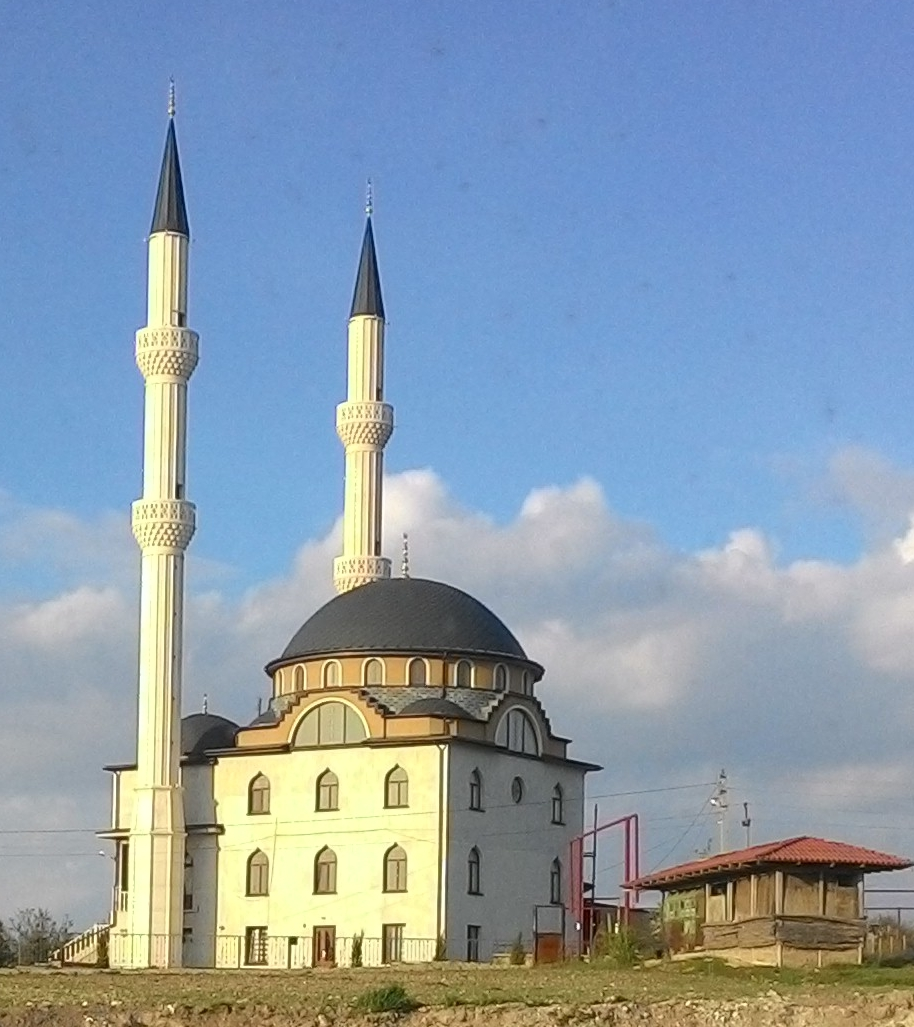
Мечеть у 2018 році.

Відкриття відбулося 2 серпня 2019 року.
Кадир Джамі — одна з небагатьох мечетей на півострові, яка має два мінарети. Висота кожного — 40 метрів. Їх зводили спеціально запрошені майстри з Туреччини.
Культова будівля розташовується поблизу дороги Сімферополь — Севастополь і розв'язки траси «Таврида».